# Bruson VS
| VS ist das Kürzel für den Kanton Wallis in der Schweiz. Es wird verwendet, um Verwechslungen mit anderen Einträgen des Namens Bruson zu vermeiden. |

Bruson ist eine Ortschaft und ein Wintersportgebiet in der Gemeinde Val de Bagnes des Bezirks Entremont im Schweizer Kanton Wallis. Bruson gehörte früher zur Gemeinde Bagnes, die 2021 durch Fusion in der Gemeinde Val de Bagnes aufging.

## Geographie
Bruson liegt im Val de Bagnes auf der linken Talseite der Dranse de Bagnes. Der Ort wird im öffentlichen Verkehr von einer vom Bahnhof Le Châble ausgehenden Buslinie der Transports de Martigny et Régions (TMR) erschlossen.

## Skigebiet
Von Le Châble (821 m ü. M.) wurde 2013 eine 8er-Gondelbahn zum Weiler Mayens-de-Bruson (1650 m ü. M.) erbaut. Sie ersetzte einen Sessellift, der seinen Ausgangspunkt im Dorf Bruson auf 1020 m ü. M. hatte. Das Skigebiet liegt fast vollständig ausserhalb des lichten Waldes und ermöglicht eine direkte Sicht auf den gegenüberliegenden Wintersportort Verbier. Der grösste Teil des Skigebiets wird vom Dreisitzer-Sessellift La Pasay bedient, der auf 2167 m ü. M. ansteigt. Eine 10 Kilometer lange Schlittelpiste rundet das touristische Angebot ab.

## Sehenswürdigkeiten
Das Dorf Bruson ist im Inventar der schützenswerten Ortsbilder der Schweiz aufgeführt.

### Kapelle Sankt Michael
Die 1658 errichtete Kapelle umfasste ursprünglich nur den Chor und das gewölbte Kirchenschiff. Das Eingangsportal auf Säulen wurde später hinzugefügt, sein Konstruktionsdatum ist jedoch unbekannt. 1834 wurde auf dem Dachfirst des Kirchenschiffs ein Glockenturm erstellt. 1896 wurden die Arkaden der Vorhalle geschlossen, um mehr Raum für die Gläubigen zu schaffen. 1924 wurde die Sakristei gebaut und 1960 eine vollständige Restaurierung durchgeführt.
Die Gemälde und bemalten Kirchenfenster sind das Werk von Jean-Claude Morend. Ein Gemälde im Chor zeigt den Erzengel Michael.
Das Kirchweihfest wird am 8. Mai und nicht am 29. September gefeiert.

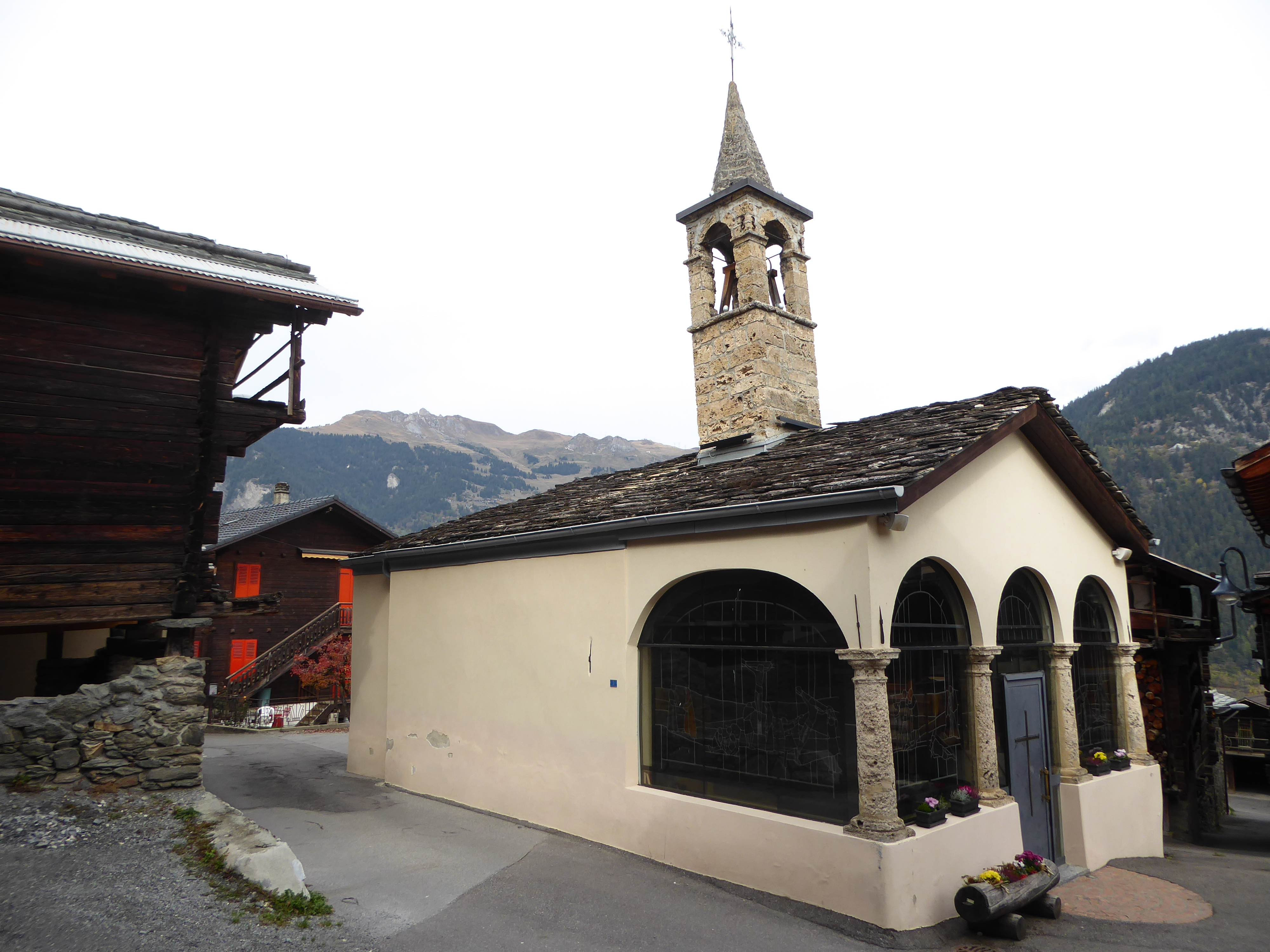
Kapelle St. Michael
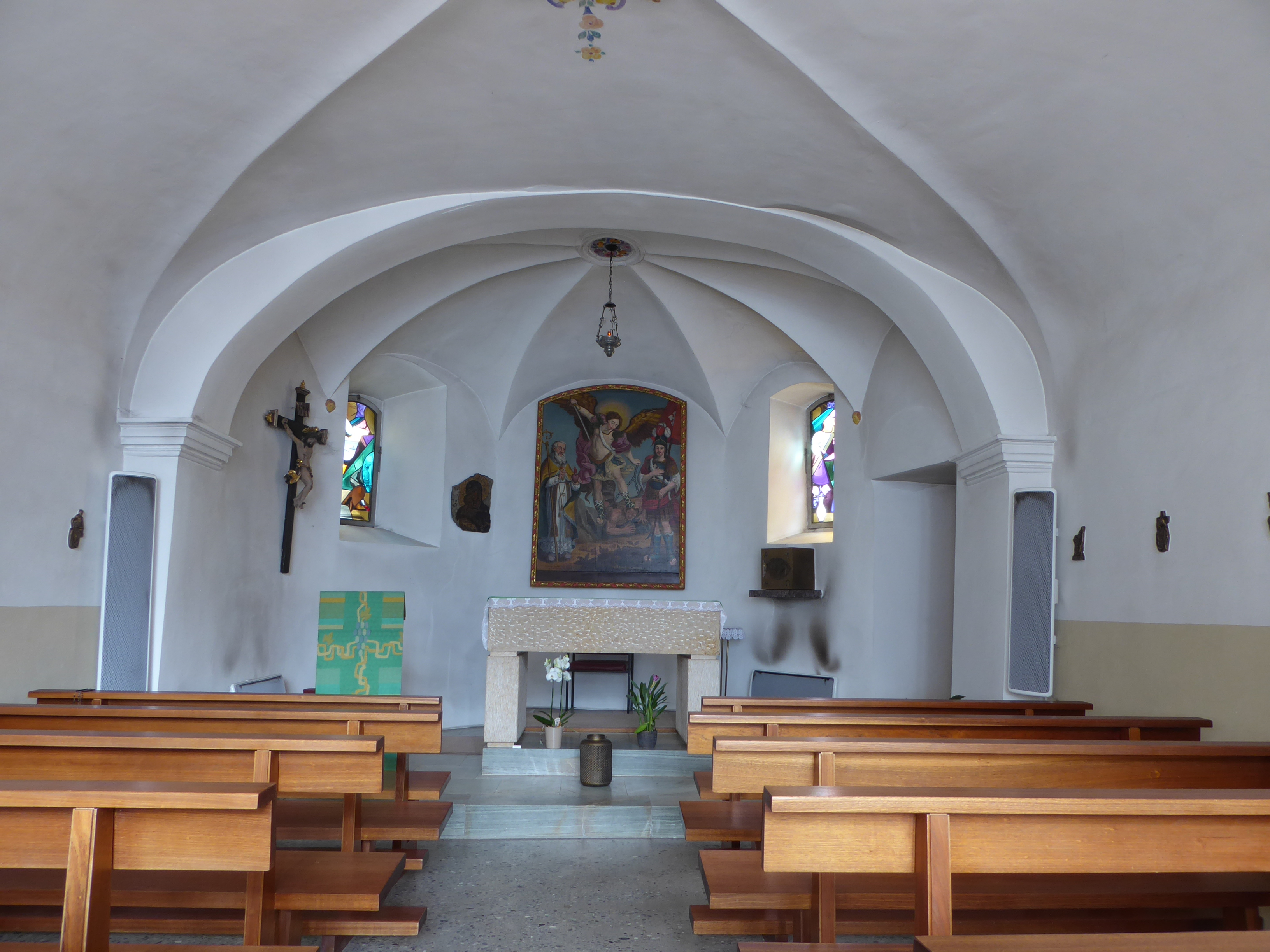
Chor der Kapelle
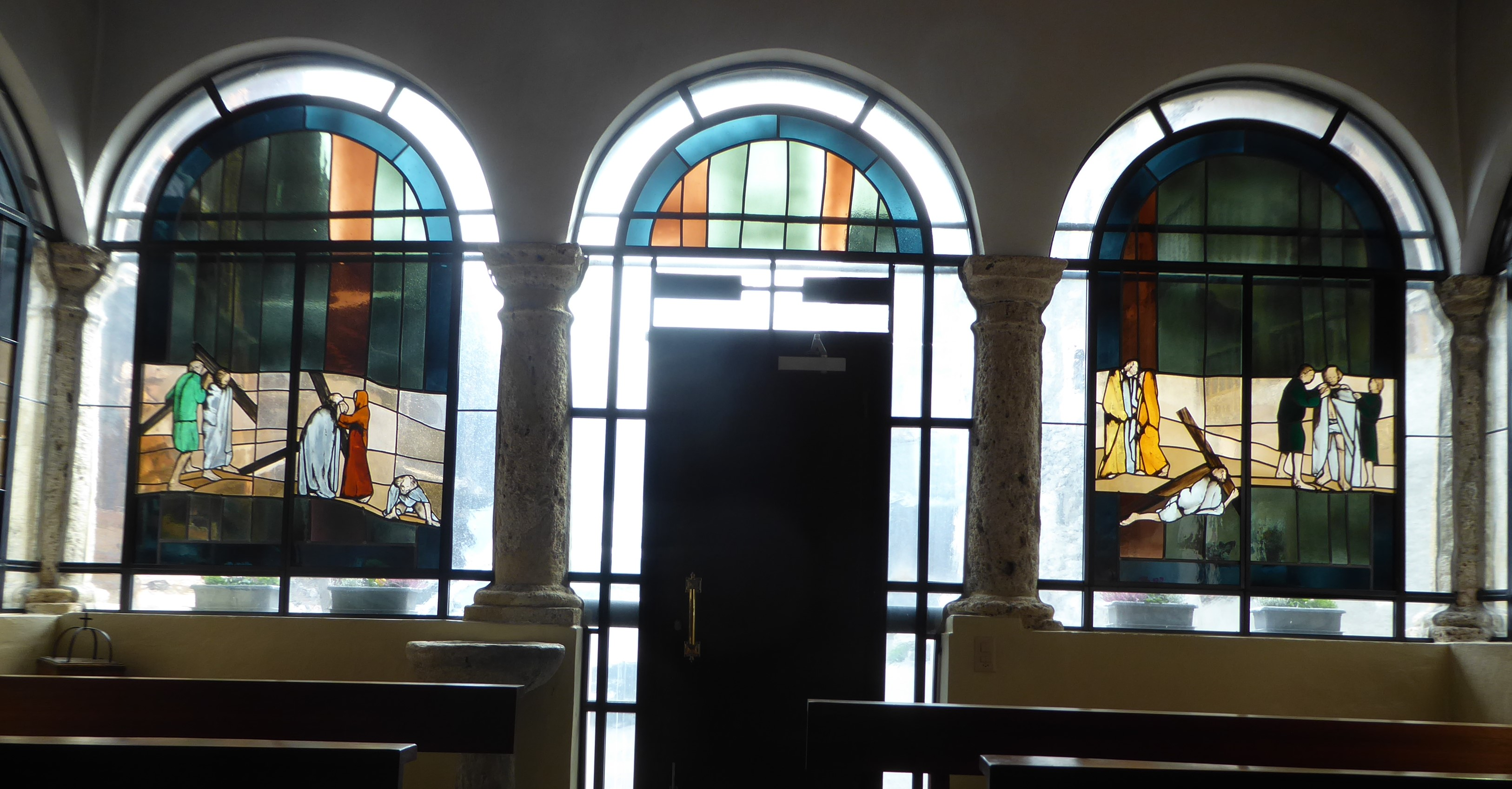
Bemaltes Fenster von Jean-Claude Morend
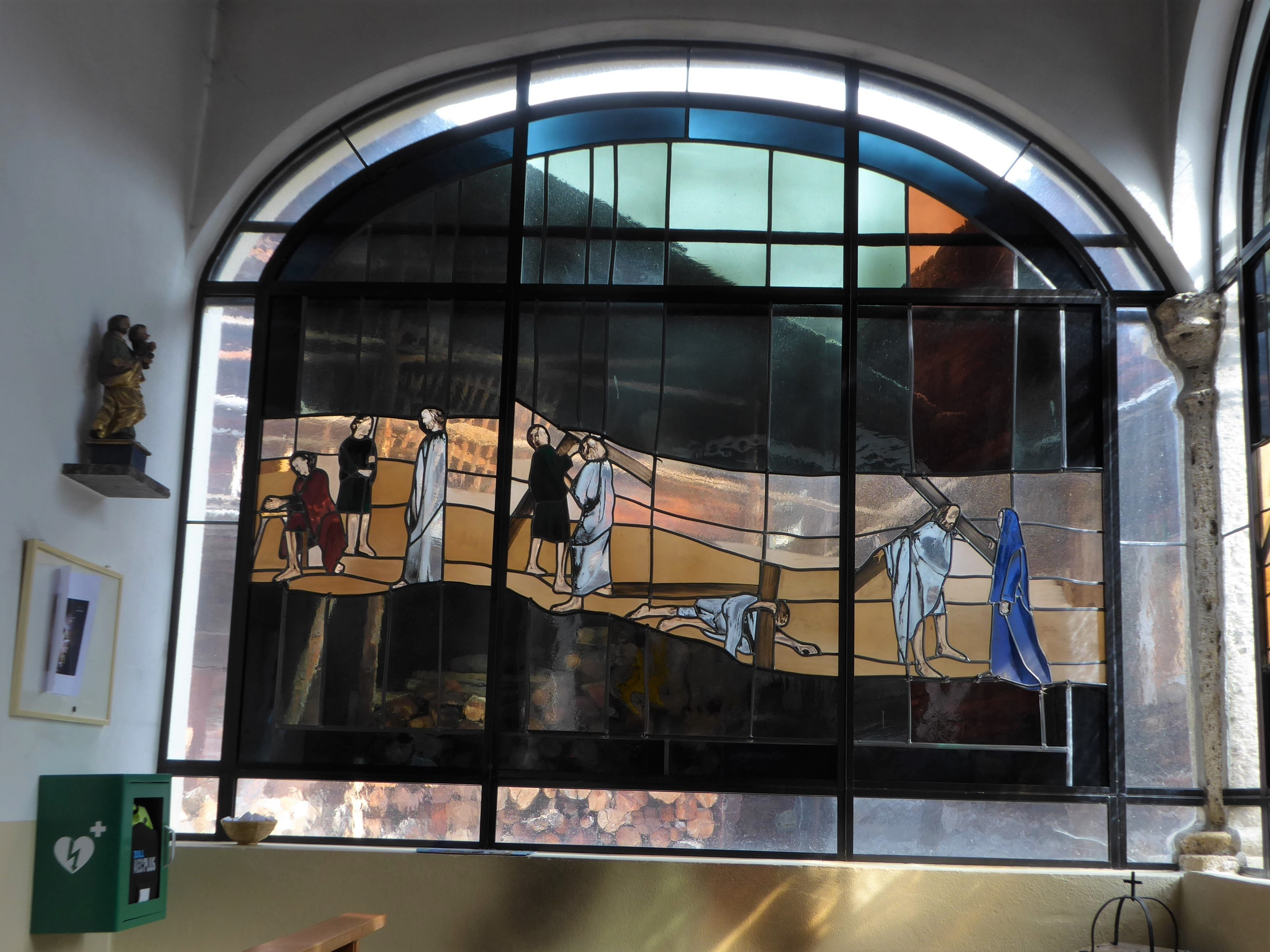
Bemaltes Fenster rechts in der Kapelle
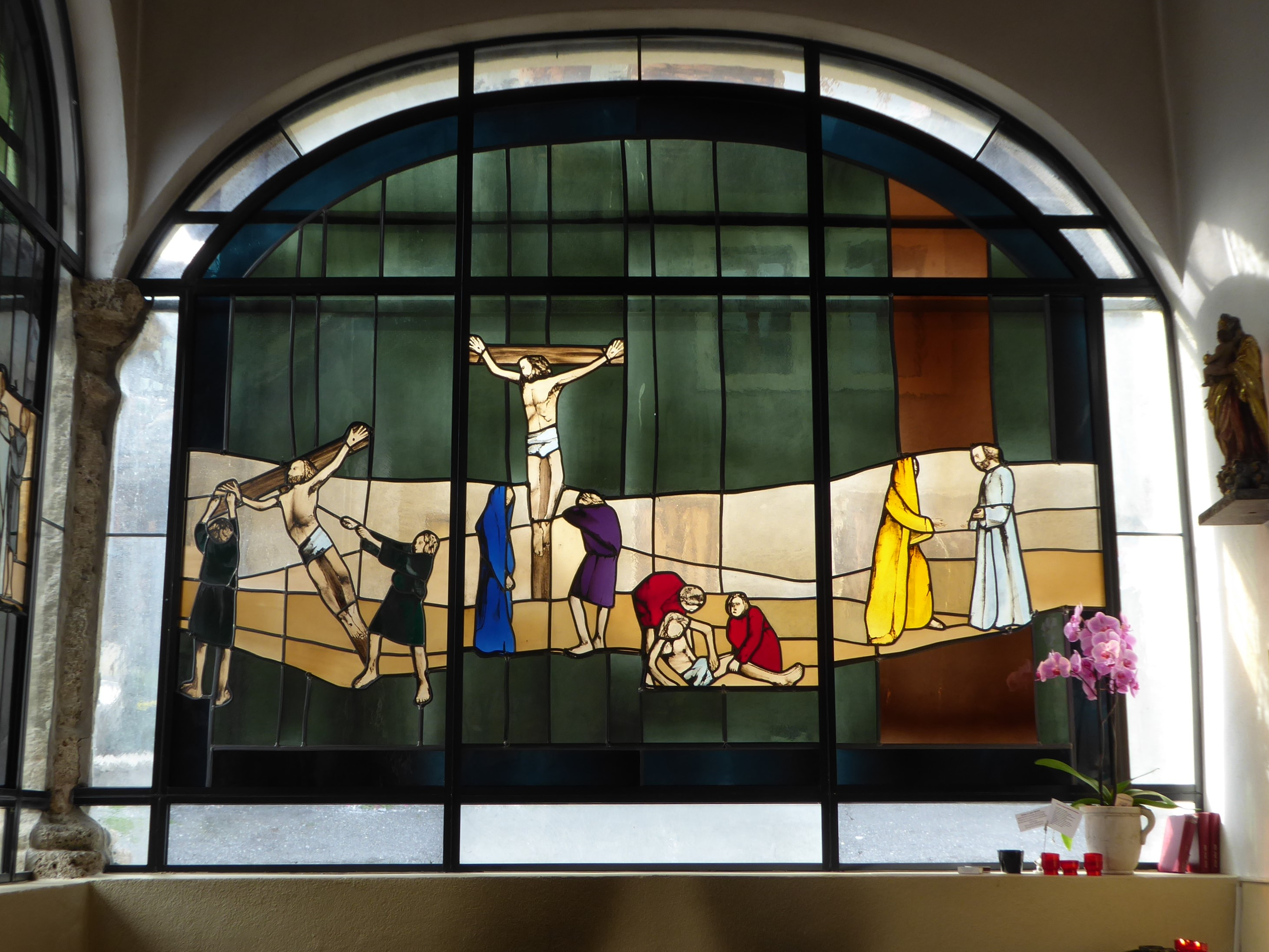
Bemaltes Fenster links

## Kultur
In Bruson hat sich das Palp Festival niedergelassen, eine Veranstaltung, die Kunst und Tradition auf ungewöhnliche Weise wie Elektromusik mit Raclette oder Brunch im fahrenden Sessellift verbindet.